# Митропольский, Иван Иванович
Иван Иванович Митропольский (1872 — после 1917) — детский и военный писатель, редактор, журналист.

## Биография
Родился в Москве в семье надворного советника, секретаря Московского окружного военно-медицинского управления И. А. Митропольского (1834 — не ранее 1901), бывшего также литератором. Старший брат русского поэта и прозаика Арсения Ивеновича Митропольского, печатавшегося под псевдонимом Арсений Несмелов (1889—1945).
Литературную деятельность совмещал с военной карьерой, служил офицером Перновского полка.
Позже в 1904 г. редактировал еженедельный, иллюстрированный журнал «Война с Японией», газеты «Столичная молва» и «Семафор» (1912), художественно-литературный и научный журнал «Живая мысль», общественно-литературный журнал «Летучая мышь» (1912—1913). Использовал псевдоним — М—ий, И.
Сотрудничал с рядом газет и журнал дореволюционной России, в частности, «Будильник» (1899), «Путеводный Огонек» (1907), «Кривое зеркало» (1910).
Состоял членом Общества деятелей периодической печати и литературы.
17-18 октября 1909 г. в качестве представителя Общества посетил в Ясной Поляне Л. Н. Толстого с целью граммофонной записи голоса писателя для выпуска пластинки специально для школ и народа. Вместе с ним, Л. Толстого посетили писатель И. А. Белоусов, представитель общества «Граммофон» А. Г. Михелес, механик Макс Гампе, Н. С. Никольский и его помощник. Было произведено всего пять записей Л. Н. Толстого: две на русском языке, одна на французском и по одной — на английском и немецком языках. Пластинки с голосом Толстого хранятся в ГМТ.

## Избранная библиография
- На плотах. Рассказ из жизни Полесья (1903)
- Живые слова (1910)
- В Ясной Поляне (1910)
- Артемовы питомцы (Три арапченка). Рассказ для детей (1913).

## Приложение
13 февраля (31 января) 1909 года столичная газета «Московскія вѣсти» поместила статью «Предприимчивый литератор», в которой писалось:

Вчера в городскую управу явился один из «литераторов», работающих в «понедельничной» прессе, И. И. Митропольский, с довольно своеобразным предложением.
Г-н Митропольский предлагает управе поставить на Тверском бульваре граммофон, желая заменить им летние концерты военного оркестра.
По словам предприимчивого «литератора», он может достать такой граммофон, что любители музыки от такой замены ничего не проиграют.— Газетные старости